# Prova d'orchestra (opera)
Prova d’orchestra è un'opera lirica composta nel 1995 da Giorgio Battistelli.
L'opera si ispira liberamente all'omonimo film del 1979 diretto da Federico Fellini, che narra di una prova orchestrale guidata da un grottesco direttore d'orchestra di origini tedesche.
La prima rappresentazione (nella versione francese) avvenne all'Opera du Rhin di Strasburgo il 24 novembre 1995 con Luca Pfaff direttore, Georges Lavaudant alla regia, Jean Pierre Vergier alle scene e costumi e Ching Lien Wu come direttore del coro.

## Trama
I membri di una orchestra, durante le prove, vengono intervistati da una troupe televisiva. Nel contempo, alcuni sindacalisti iniziano a rendere problematico lo svolgimento del lavoro, sino all'arrivo di uno spietato direttore tedesco.